# 6109 Balseiro
6109 Balseiro è un asteroide della fascia principale. Scoperto nel 1975, presenta un'orbita caratterizzata da un semiasse maggiore pari a 2,3486299 UA e da un'eccentricità di 0,1377531, inclinata di 6,84249° rispetto all'eclittica.
L'asteroide è dedicato all'argentino José Antonio Balseiro, fisico nucleare e primo direttore dell'Istituto di Fisica di Bariloche.